# 渡邊糺
渡邊糺（生年不詳－1615年6月3日）是安土桃山時代至江戶時代初期的武將。豐臣氏家臣。內藏助流槍術之祖，弟子有船津流槍術之祖船津八郎兵衛。父親是渡邊昌。母親是淀殿側近的正榮尼。

## 生平
生年不詳。父親昌是豐臣秀吉的馬廻眾。使槍名手，曾擔任豐臣秀賴的槍術指導役。本知5百石（一說為知行5千石）。慶長19年（1614年），在大坂冬之陣中，以豐臣家的譜代眾身分參戰，並率領根來眾鐵砲隊3百人。雖然俸祿不高，因母親正榮尼在豐臣家的影響力，以及是總大將秀賴的師範，與大野治長和北川宣勝一同擔任鬮取奉行，負責部隊的配置和次序，更與治長共同決定大坂城中諸事。
同年11月26日，在鴫野之戰中，與治長等人出戰，受上杉景勝隊的直江兼續、堀尾忠晴等的鐵砲、大筒攻擊，遭到大敗。在此戰中，大坂方全數戰敗，因為被稱為「槍之名人」卻臨陣逃走，被嘲笑為只聽到上杉的鐵砲響聲就退兵，甚至有狂歌作諷刺。
翌年（1615年），在大坂夏之陣中，為了一雪前恥，在腰上綁上寫著不退一歩的大指物奮戰，作為真田信繁的寄騎，參與道明寺之戰和天王寺岡山之戰，並與真田信倍、大谷吉久、伊木遠雄、福島正守、正鎮等人突擊家康的布陣地茶臼山。在信繁戰死後，往大坂城撤退。在戰鬥中受重傷，與打算在山里丸中躲藏的秀賴一行人分別，最後在千畳敷自殺，母親正榮尼亦在不久後自殺。據說以秀賴所賜的一尺八寸名刀貞宗切腹，並由山本鐵齋為介錯（『青大錄』）。

## 人物
- 有一次，在豐臣秀賴帶同小姓10人在野田村乘船觀賞藤花時，與津田出雲守一同擔當警護，終日開辦酒宴。期間，與薩摩的野郎組6人爭執，出雲守手部受傷。此時，獨自殺死3人，並擊傷其餘3人。此後，武名為人所知。
- 在配置大坂城的黑門口時，與大野治長爭吵，幾乎演變成廝殺，最終由周圍的人勸止。

## 登場作品
電視劇
- 『葵德川三代』（NHK大河劇，2000年，演員：梨本謙次郎）